# Hermonassa ellenae
Hermonassa ellenae là một loài bướm đêm trong họ Noctuidae.